# Vinko Möderndorfer
Vinko Möderndorfer, slovenski pisatelj, pesnik, dramatik, esejist, gledališki, radijski, filmski in televizijski režiser, * 22. september 1958, Celje, Slovenija.
V Celju je končal gimnazijo pedagoške smeri. Študiral je na Akademiji za gledališče, radio, film in televizijo (AGRFT), kjer je diplomiral leta 1982 iz gledališke in radijske režije s predstavo Snubač A. P. Čehova.

### Film in gledališče
Po končani akademiji je pričel z delom v slovenskih gledališčih. Hkrati pa je prevzel umetniško vodenje gledališča Glej. Delal je kot gledališki režiser nadaljeval v slovenskih gledališčih, kjer je do leta 2010 zrežiral 90 predstav. V svojem režijskem iskanju se je spoprijel z vsemi gledališkimi zvrstmi, stili in žanri. 
Leta 2003 je postal docent gledališke režije. Deloval je kot gledališki režiser, ob tem pa tudi kot radijski, filmski in televizijski režiser. V televizijskem mediju je režiral predvsem TV igre in dokumentarne TV filme po svojih scenarijih. Leta 2003 je po svojem romanu posnel prvi celovečerni film Predmestje, ki je na mednarodnih festivalih prejel številne nagrade. 
Leta 2022 je izšla obsežna monografija Gledališče Möderndorfer (1216 strani). V njej se avtor  posveča 106 uprizoritvam, ki jih je režijsko zasnoval v dobrih štirih desetletjih režijskega ustvarjanja, od svoje prve režije leta 1980 v Eksperimentalnem gledališču Glej do krstne uprizoritve opere Samorog leta 2021. 

### Društva
Leta 1983 se je pridružil Društvu slovenskih pisateljev. Je tudi član Združenja dramskih umetnikov Slovenije in slovenskega PEN centra. Leta 2016 je prevzel funkcijo predsednika upravnega odbora Prešernovega sklada.  

### Pisanje
Svojo literarno pot je začel kot pesnik v drugi polovici sedemdesetih let. Od leta 1981 do leta 2006 je v knjižni obliki objavil 30 del s področja proze, poezije, dramatike in esejistike, zrežiral okoli 70 gledaliških in opernih predstav, 12 TV iger in dokumentarnih filmov. Pisal je tudi pesniške zbirke in zgodbe za otroke. Med bolj znanimi so zgodbe Muc Langus & čarovnička Gajka, Potovanje muca Langusa & čarovničke Gajke, Vrnitev muca Langusa & čarovničke Gajke. Od leta 1989 je za radio napisal prek 80 radijskih iger, izmed katerih so bile mnoge odigrane tudi v tujini (Nemčija, Italija, Češka, Slovaška, Hrvaška). Vzporedno je svoja literarna in strokovna dela objavljal doma in v vseh slovenskih revijah. V svojih strokovnih razmišljanjih se loteva predvsem področja gledališke režije, dramaturgije in igre.

## Nagrade
- 1986, Borštnikova nagrada za režijo predstave Potujoče gledališče Šopalovič, avtorja L. Simovič, (Primorsko dramsko gledališče)
- 1993, prva nagrada na anonimnem natečaju Radia Slovenija za otroško radijsko igro Kristalni cvet
- 1994, prva nagrada na anonimnem natečaju Radia Slovenija in WDR za radijsko igro za odrasle Pokrajina (igra bila na WDR predvajana pod naslovom Die Landschaft)
- 1994, Župančičeva nagrada mesta Ljubljane za zbirko novel Krog male smrti
- 1995, prva nagrada na anonimnem natečaju Borštnikovega srečanja za komedijo Štirje letni časi ob 200. obletnici smrti Antona Tomaža Linharta
- 1996, prva nagrada na anonimnem natečaju Radia Slovenija za radijsko igro za odrasle Na sončni strani
- 1998, nagrada za najboljše komedijsko besedilo na Dnevih komedije v Celju za komedijo Vaja zbora
- 1999, nagrada za najboljše komedijsko besedilo Limonada slovenica
- 2000, nagrada Prešernovega sklada za knjigo novel Nekatere ljubezni
- 2000, prva nagrada na anonimnem natečaju Radia Slovenija za radijsko igro Zlati klub
- 2000, tretja nagrada na anonimnem natečaju Radia Slovenija za radijsko igro Račun
- 2001, nagrada za najboljše komedijsko besedilo Podnajemnik
- 2001, nagrada na anonimnem natečaju Mohorjeve družbe za gledališko igro Praznina
- 2003, nagrada Marjana Rožanca za leto 2002 za knjigo esejev Gledališče v ogledalu
- 2003, nagrada za igro za najboljše komedijsko besedilo Na kmetih
- 2009, velenjica-čaša nesmrtnosti za vrhunski desetletni pesniški opus v 21. stoletju
- 2010, Ježkova nagrada za režijo filma Kandidatka in šofer
- 2010, Šeligova nagrada: Lep dan za umret (avtor in režija Vinko Möderndorfer, Prešernovo gledališče Kranj)
- 2012, Grumova nagrada: Vaje za tesnobo
- 2013, modra ptica za mladinski roman Kot v filmu
- 2014, desetnica in večernica za mladinski roman Kot v filmu
- 2014, Grumova nagrada: Evropa
- 2017, desetnica: Kit na plaži
- 2018, Grumova nagrada: Romeo in Julija sta bila begunca

## Dela

### Poezija za otroke
- Kako se dan lepo začne (1993) (COBISS)
- Madonca fleten svet (1995) (COBISS)
- Zakaj so sloni rahlospeči (2003) (COBISS)
- Luža, čevelj, smrkelj in rokav (2009) (COBISS)

### Proza za otroke
- Sin Srakolin (1999) (COBISS)
- Muc Langus in Čarovnička Gajka (2002) (COBISS)
- Vrnitev muca Langusa in Čarovničke Gajke (2006) (COBISS)
- Potovanje muca Langusa & čarovničke Gajke (2009) (COBISS)
- Rdečehlačka : vesele zgodbe zelo male deklice (2010) (COBISS)
- Velika žehta (2011) (COBISS)

### Dramska besedila za otroke
- Pozor! Hudobe na delu! (1997)
- Miši v operni hiši (2007)

### Pesniške zbirke
- Rdeči ritual (1975) (COBISS)
- Razstava slik (1977)
- Pesmičice (1977) (COBISS)
- Mah (1981) (COBISS)
- Telo (1989) (COBISS)
- Male nočne ljubavne pesmi (1993) (COBISS)
- Madonca fleten svet (1995) (COBISS)
- Zlodejeve žalostinke (1999) (COBISS)
- Pesmi iz črne kronike (1999) (COBISS)
- Temno modro kot september (2003) (COBISS)
- Skala in srce (2004) (COBISS)
- Razhajanja (2007) (COBISS)
- Dotikanja (2008) (COBISS)
- Tavanja (2010) (COBISS)
- Prostost sveta (2011) (COBISS)
- Nimam več sadja zate (2011)
- Romeo in Julija iz sosednje ulice: pesmi in ena tragedija s hollywoodskim koncem (2021) ((COBISS))(COBISS)
- Samota: Pariz, 2018-Prule, 2021 (2023)
- Erotika (2023)

### Kratka proza
- Krog male smrti (1993) (COBISS)
- Čas brez angelov (1994) (COBISS)
- Tarok pri Mariji (1994) (COBISS)
- Ležala sva tam in se slinila kot hudič (1996) (COBISS)
- Nekatere ljubezni (1997) (COBISS)
- Total (2000) (COBISS)
- Druga soba: novelete (2004) (COBISS)
- Vsakdanja spominjanja : zgodbe 1993-2007 (2008) (COBISS)
- Kino dom : zgodbe nekega kina (2008) (COBISS)
- Plava ladja (2010) (COBISS)
- Vaje iz tesnobe (2012) (COBISS)
- Navodila za srečo (2018)

### Romani
- Tek za rdečo hudičevko (1996) (COBISS)
- Pokrajina št. 2 (1998) (COBISS)
- Predmestje (2002) (COBISS)
- Omejen rok trajanja (2003) (COBISS)
- Ljubezni Sinjebradca (2005) (COBISS)
- Nespečnost (2006) (COBISS)
- Odprla sem oči in šla k oknu (2007) (COBISS)
- Opoldne nekega dne (2008) (COBISS)
- Nihče več ne piše pisem (2011) (COBISS)
- Odštevanje: roman o času in poti (2023) - 1. del trilogije Spomin stvari
- Zvezda, žlica in ura (2024) - 2. del trilogije Spomin stvari
- 1980: Roman o neki mladosti (2024) - (3. del trilogije Spomin stvari)?

### Mladinski romani
- Kot v filmu (2013) (COBISS)
- Kit na plaži (2015) (COBISS)
- Jaz sem Andrej (2018) (COBISS)
- Sončnica (2021) (COBISS)

### Dramska besedila
- Kruti dnevi (1982)
- Prilika o doktorju Josefu Mengeleju (1986)
- Help (1989)
- Camera obscura (1990)
- Hamlet in Ofelija (1994)
- Transvestitska svatba (1994)
- Sredi vrtov (1995)
- Štirje letni čas (1996)
- Jožef in Marija (1997)
- Vaja zbora - tri komedije (Vaja zbora, Mama je umrla dvakrat, Transvestitska svatba) (1998) (COBISS)
- Limonada slovenica (1999)
- Mama je umrla dvakrat (1999)
- Podnajemnik (2000)
- Klub Fahreinheit (2001)
- Mefistovo poročilo (2002)
- Tri sestre (2002)
- Limonada slovenica: štiri komedije (Limonada slovenica, Truth story, Podnajemnik, Na kmetih) (2003) (COBISS)
- Na kmetih (2003)
- Mrtve duše (2004)
- Na dnu (2006)
- Šah mat ali Šola moralne prenove za može in žene (2006)
- Mefistovo poročilo: igre in komedije (Mefistovo poročilo, Tri sestre, Klub Fahrenheit, Človek na dolge proge) (2006) (COBISS)
- Štiri komedije (Šah mat, Bruselj hotel, Mrtve duše, Oblast (2008) (COBISS)
- Lep dan za umret (2009) (COBISS)
- Blumen aus Krain: igre 1990-2010 (2011) (COBISS)
- Spalnica: 3 igre (2012) (COBISS)
- Evropa  (2015)
- Romeo in Julija sta bila begunca (2018)

### Esej
- Gledališče v ogledalu (2001) (COBISS)
- Hvalnica koži (2011) (COBISS)
- Vzporedni svet: razmišljanja o ustvarjanju (2005) (COBISS)

### Radijske igre

#### Za otroke
- Pojoči prstki (izv. 1988)
- Kako začarati zajca (izv. 1989)
- Miši v operni hiši (izv. 1991)
- Čarovnička Gajka (izv. 1992)
- Vrnitev čarovničke Gajke (izv. 1992)
- Muc Langus in čarovnička Gajka (izv. 1992)
- Čudesa iz čistega ničesa (izv. 1993)
- Kristalni cvet (izv. 1993)
- Strašni razred 4. a (izv. 1993)
- Dve hudobi (izv. 1994)
- Popki (izv. 1994)
- Zadnja Stradivarijeva hči (2008)

#### Za odrasle
- Snubitev anno 90 (izv. 1991)
- Lov za nočnim gledalcem, Skrivnostni umor v parku, Nepokopani mrtvec, Mrtvi tujec, Silvesterska noč, Popolnoma resnične kriminalistične štorije (vse izv. 1993)
- Sredi vrtov,  Pokrajina, Blumen aus Krain ali Uršula in povodni mož (vse izv. 1994)

### Filmografija
- Blumen aus Krain - Rožc'e s Kranjskega (1992)
- Vsi smo le norci, portret opernega pevca Ferdinanda Radovana (1994)
- Vesele zgodbe iz zakonskega življenja, (serija štirih iger) (1995)
- Paradiž (1996)
- Drevo (1996)
- Pokrajina (1996)
- Pesmi za mamke (1998)
- Stoji stoji en beli grad (1999)
- Človek v šipi (1999)
- Življenje je vredno le, če je poezija (2000)
- Silvestrska zmešnjava (2001)
- Miloš Mikeln (2002)
- Predmestje (2004)
- Pokrajina št. 2 (2008)
- Inferno (2014)
- Zastoj (2021)